# Гигих
Гигих — село в Цумадинском районе Дагестана Российской Федерации. Входит в состав сельского поселения Кочалинский сельсовет.

## Географическое положение
Расположено на реке Кочали, в 1,5 км к северо-западу от центра сельского поселения — села Кочали и в 2 км к юго-западу от районного центра — села Агвали.

## Население
| 1939 | 1970 | 1989 | 2002 | 2003 | 2004 | 2007 |
| ---- | ---- | ---- | ---- | ---- | ---- | ---- |
| 9    | ↗187 | ↘115 | ↗144 | ↘140 | ↘109 | ↗120 |
| 2010 | 2021 |      |      |      |      |      |
| ↘105 | ↗166 |      |      |      |      |      |

Гигих - одно из чамалалских сел в Цумадинском районе. По данным Всероссийской переписи населения 2010 года в селе проживало 105 человек.